# Boldeşti-Scăeni
Boldești-Scăeni (rumænsk udtale: [bolˈdeʃtʲ skəˈjenʲ]), ofte stavet Boldești-Scăieni, er en by i distriktet Prahova, i det sydlige Rumænien, med  10.298 (2021) indbyggere. Den ligger ca. 15 km nord for Ploiești og er et vigtigt olieudvindingscenter, beliggende i den historiske region Muntenien.

## Historie
Under Anden Verdenskrig blev området voldsomt bombet som en del af Operation Tidal Wave (en). Der  kan stadig findes beskyttelsesrum i de skovklædte bakker omkring Boldești.
- Boretårn i Boldești (1952)
- Smelteovnen i Glasværket i Boldești (1969)
- Bormesterkontoret i Boldești
- Bangården
- Mindesmærke forTheodor Diamant